# 宮永憲明
宮永 憲明（みやなが のりあき）は、大阪大学レーザー科学研究所教授。工学博士。専門はレーザー核融合・高出力レーザー工学、主な研究テーマは、フェムト秒・アト秒パルスレーザーの開発と応用、光の特徴を際だたせる先端レーザー制御技術、超短パルスレーザーによる機能性ナノ加工、高強度レーザー技術の開発である。

## 来歴・人物
- 福井県立藤島高等学校卒業[1]
- 1975年、福井大学工学部電子工学科卒業
- 1977年、福井大学大学院工学研究科電子工学専攻修士課程修了。
- 1980年、大阪大学大学院工学研究科電気工学専攻博士課程中退、大阪大学助手。
- 1987年、大阪大学工学博士。論文の題は「レーザー核融合プラズマの診断法開発ならびに高密度圧縮実験に関する研究」[2]。
- 1991年、大阪大学講師
- 1992年、大阪大学助教授
- 1999年、大阪大学教授

## 特許・実用新案・意匠
- 照明装置、椿本孝治、宮永憲明、田中健一郎、山江和幸、08P00634（出願）、2008年11月
- スズ供給装置、乗松孝好、西村博明、藤岡慎介、長井圭治、宮永憲明、特開2008-71570（公開）、2006年09月
- 極端紫外光変換材料、長井圭治、藤岡慎介、西村博明、宮永憲明、西原功修、特開2007-87750（公開）、2005年09月
- 極端紫外光・Ｘ線光源用ターゲット及びその製造方法、長井圭治、谷勤翠、乗松孝好、藤岡慎介、西村博明、西原功修、宮永憲明、井澤靖和、PCT/JP2005/015621（出願）、2005年08月
- 極端紫外光源用ターゲット、長井圭治、谷勤翠、乗松孝好、井澤靖和、宮永憲明、特開2006-332552（公開）、2005年05月
- 極端紫外光源用ターゲット及びその製造方法、長井圭治、乗松孝好、西村博明、井澤靖和、宮永憲明、特願2005-045005号（出願）、2005年02月
- 極端紫外光源用ターゲット及びその製造方法、長井圭治、谷勤翠、乗松孝好、藤岡慎介、西村博明、西原功修、宮永憲明、井澤靖和、特願2004-366732（出願）、2004年12月
- Ｘ線発生方法、Ｘ線発生装置、内田成明、島田義則、山浦道照、宮永憲明、西村博明、藤岡慎介、乗松孝好、長井圭治、西原功修、井澤靖和、特願2004-267078（登録）、2004年09月
- Ｘ線発生法法、Ｘ線発生装置、内田成明、島田義則、山浦道照、宮永憲明、西村博明、藤岡慎介、乗松孝好、長井圭治、西原功修、井澤靖和、特開2006-85940（公開）、2004年09月
- 極端紫外光源及び極端紫外光源用ターゲット、長井圭治、西村博明、乗松孝好、西原功修、宮永憲明、中塚正大、井澤靖和、山中龍彦、中井光男、重森啓介、村上匡且、島田義則、内田成明、古河裕之、砂原淳、バシリジャコフスキー、松井亮二、日比野隆宏、奥野智晴、PCT/JP2003/16947（出願）、2004年04月
- 半導体レーザ励起固体レーザ装置、久保村浩之、笠松直史、松岡伸一、宮島博文、内山貴之、菅博文、椿本孝治、吉田英次、藤田尚徳、藤本靖、中塚正大、宮永憲明、井澤靖和、特開2005-285807（公開）、2004年03月
- コヒーレント光結合装置、兒玉了祐、宮永憲明、實野孝久、白神宏之、椿本孝治、田中和夫、近藤公伯、平野嘉仁、鈴木二郎、三神泉、江崎豊、堀内弥、田畑真毅、木原昌彦、苗村康次、特開2005-294409（公開）、2004年03月
- 極端紫外光源及び極端紫外光源用ターゲット、長井圭治、西村博明、乗松孝好、西原功修、宮永憲明、中塚正大、井澤靖和、山中龍彦、中井光男、重森啓介、村上匡且、島田義則、内田成明、古河裕之、砂原淳、バシリジャコフスキー、松井亮二、日比野隆宏、奥野智晴、WO 2004086467（公開）、2003年03月
- レーザー加工装置およびレーザー加工方法、藤田雅之、橋田昌樹、宮永憲明、椿本孝治、特願2003-070817（登録）、2003年03月
- 極短波長の光を発生させるターゲット、そのターゲットを用いた光発生方法及びその装置のための装置、西村博明、乗松孝好、宮永憲明、中塚正大、西原功修、特願2002-197251（登録）、2002年07月
- 液晶偏光制御素子、末田敬一、椿本孝治、宮永憲明、中塚正大、特開平10-39267（登録）、1998年02月
- 液晶偏光制御素子、末田敬一、椿本孝治、宮永憲明、中塚正大、特許2840224（登録）、1996年09月、1998年10月

## 受賞
- 第35回レーザー学会業績賞（進歩賞）、宮永憲明、實野孝久、白神宏之、中田芳樹、河仲準二、椿本孝治、藤本靖、重森啓介、森尾登、川崎鉄次、疇地宏、松尾悟志、松尾秀昭、坂本保、辻公一、村上英利、川上雄平、河端宏治、猿倉信彦、清水俊彦、古賀麻由子、藤岡慎介、中里智治、金邊忠、田中和夫、兒玉了祐、羽原英明、近藤公伯、末田敬一、本間啓史、（社）レーザー学会、2011年05月
- Best Student Poster in the Photonics West 2011 LASE 7920 conference, Takuya Hiromoto, SPIE, 2011年01月
- 松尾学術賞、宮永憲明、（財）松尾学術振興財団、2009年10月
- 泰山賞（レーザー進歩賞）、宮永憲明、實野孝久、財団法人　レーザー技術総合研究所、2009年07月
- 第65回電気学術振興賞（論文賞）、藤田雅之、井澤友策、宮永憲明、中田芳樹、田中秀治、電気学会、2009年05月
- 進歩賞、藤田雅之、末田敬一、中田芳樹、宮永憲明、福士秀幸、江刺正喜、田中秀治、(社) レーザー学会、2009年05月
- プラズマ・核、融合学会第13回論文賞、西村博明、重森啓介、中井光男、藤岡慎介、島田義則、長井圭治、乗松孝好、砂原淳、西原功修、宮永憲明、井澤靖和、河村徹、西川亘、佐々木明、プラズマ・核融合学会、2005年11月
- レーザー学会感謝状、宮永憲明、（社）レーザー学会、2005年01月